# 盛岡大学短期大学部
盛岡大学短期大学部（もりおかだいがくたんきだいがくぶ　、英語: Morioka Daigaku Junior College）は、岩手県滝沢市砂込808に本部を置く日本の私立大学。1950年創立、1964年大学設置。大学の略称は盛短。

## 概要

### 大学全体
- 岩手県滝沢市に所在する日本の私立短期大学で、設置主体は学校法人盛岡大学[1]。
- 当初は学校法人生活学園による生活学園短期大学として1964年に開学。元々は盛岡市みたけ2-13-1にあったが、キャンパスを現在地に移転し、盛岡大学の付設短大となっている。学科数は2学科→1学科に縮小されている。

### 教育および研究
- 盛岡大学短期大学部における教育
  - 幼児教育科：保育のエキスパートを育てる学科で、「教育原理」や「保育原理」などの科目のほか、「幼児英語」といったユニークな科目もある。また、大学附属厨川幼稚園・松園幼稚園での教育実習体験も行われている。

### 学風および特色
- 盛岡大学短期大学部はキリスト教の思想に基づいた教育が行われていることから、「礼拝」（クリスマス礼拝など）や「キリスト教学」といった宗教科目が開講されているところに特色がある。

## 沿革
- 1950年
  - 盛岡市三戸町に生活研究所が開設される。食物教室と被服教室が置かれる。
- 1951年
  - 盛岡生活学園を開設[2]。家政科と栄養科を置く。
- 1954年
  - 栄養科が栄養士養成施設として認可される。
- 1956年
  - 12月20日 学校法人生活学園となる[3]。
- 1957年
  - 盛岡栄養専門学校に改組。
- 1964年
  - 1月25日 左記を以て文部省[注 1]より短期大学の設置が認可される[4]。
  - 4月1日 生活学園短期大学（せいかつがくえんたんきだいがく 英語:Seikatsu Gakuen Junior College[注釈 1]）として以下の学科体制にて開学する[5]。
    - 食物栄養科 入学定員50名[注釈 2]
- 1965年
  - 4月1日 食物栄養科の入学定員を50[注釈 2]→100[7]に増員[8]。
- 1966年
  - 4月1日 以下の学科を増設する[9]。
    - 保育科 入学定員50名
- 1972年
  - 4月1日 保育科の入学定員を50→80に増員[注 2]。
- 1977年
  - 4月1日 以下の変更あり[注 3]。
    - 保育科 入学定員80名→幼児教育科 入学定員150名
- 1990年
  - 4月1日 盛岡大学短期大学部 と改称[16]。
- 2005年
  - 4月1日 食物栄養科に栄養教諭免許状の課程が設置される。
- 2008年
  - キリスト教学校教育同盟を退会。
- 2009年
  - 4月1日 以下の学科については、この年度で学生募集を最終とする[注 4]。
- 2011年
  - 3月31日 以下の学科については、左記をもって正式に廃止とする[19]。
    - 食物栄養科
- 2021年
  - 4月1日 幼児教育科の入学定員を150→120に減員[20]。

## 基礎データ

### 交通アクセス
- 盛岡大学#交通アクセスを参照。

### 象徴
- 盛岡大学短期大学部のカレッジマークには、キリスト教のシンボルである十字架が記されている。
- 生活学園短期大学におけるカレッジマークは右記資料を参照のこと[21]。

### 年度別学生数
| -      | 食物栄養科 | 保育科     | 出典     |
| ------ | ---------- | ---------- | -------- |
| 1964年 | 女69       | -          | [ 22 ]   |
| 1965年 | 男2 女160  | -          | [ 23 ]   |
| 1966年 | 男9 女232  | 女65       | [ 24 ]   |
| 1967年 | 男16 女258 | 女156      | [ 25 ]   |
| 1968年 | 男14 女251 | 女165      | [ 26 ]   |
| 1970年 | 男14 女120 | 女122      | [ 27 ]   |
| 1971年 | 男10 女128 | 女91       | [ 28 ]   |
| 1972年 | 男14 女114 | 女92       | [ 29 ]   |
| 1973年 | 男16 女117 | 女108      | [ 30 ]   |
| 1975年 | 男18 女213 | 女222      | [ 31 ]   |
| 1976年 | 男17 女213 | 女271      | [ 32 ]   |
| 1977年 | 男13 女201 | 女294      | [ 33 ]   |
| 1978年 | 男11 女210 | 女295      | [ 34 ]   |
| 1979年 | 男8 女221  | 女339      | [ 35 ]   |
| 1980年 | 男6 女221  | 女378      | [ 36 ]   |
| 1981年 | 男5 女224  | 男1 女385  | [ 37 ]   |
| 1982年 | 男8 女220  | 男1 女346  | [ 38 ]   |
| 1983年 | 男14 女215 | 女90       | [ 39 ]   |
| 1984年 | 男17 女194 | 女266      | [ 40 ]   |
| 1985年 | 男13 女171 | 男1 女227  | [ 41 ]   |
| 1986年 | 男12 女191 | 男2 女229  | [ 42 ]   |
| 1987年 | 男14 女219 | 男1 女267  | [ 43 ]   |
| 1988年 | 男6 女228  | 男4 女284  | [ 44 ]   |
| 1989年 | 男5 女223  | 男8 女269  | [ 45 ]   |
| 1990年 | 男4 女199  | 男9 女247  | [ 46 ]   |
| 1991年 | 男5 女212  | 男21 女282 | [ 47 ]   |
| 1992年 | 男6 女232  | 男28 女328 | [ 注 7 ] |
| 1993年 | 男10 女234 | 男26 女332 | [ 50 ]   |
| 1994年 | 男10 女234 | 男15 女344 | [ 51 ]   |
| 1995年 | 男7 女225  | 男8 女357  | [ 52 ]   |
| 1996年 | 男5 女226  | 男11 女360 | [ 53 ]   |
| 1997年 | 男9 女226  | 男24 女343 | [ 54 ]   |
| 1998年 | 男10 女226 | 男26 女347 | [ 55 ]   |
| 1999年 | 男11 女225 | 男21 女352 | [ 56 ]   |

## 教育および研究

### 組織

#### 学科
- 幼児教育科 入学定員120名[1]

##### 過去にあった学科
- 食物栄養科 入学定員100名[注 8]

#### 専攻科
- なし

#### 別科
- なし

##### 取得資格及びその変遷
- 幼児教育科
  - 保育士資格、幼稚園教諭二種免許状
- 旧・食物栄養科
  - 栄養士
  - 栄養教諭二種免許状
  - 中学校教諭二級免許状（家庭）[注 9]

#### 附属機関
- 図書館：但し、大学と共同使用。

### 研究
- 『生活学園短期大学』[注釈 1]
- 『盛岡大学短期大学部紀要』[61]
- 『盛岡大学盛岡大学短期大学部教職研究』[62]

## 学生生活

### 部活動・クラブ活動・サークル活動
- 盛岡大学短期大学部のクラブ活動：盛岡大学との学生と合同で行なわれているため、様々なクラブがある。

### 学園祭
- 盛岡大学短期大学部の学園祭は「聖華祭」と呼ばれ、毎年概ね10月に行われている。

## 大学関係者と組織

### 大学関係者組織
- 盛岡大学短期大学部には、盛岡大学と同様に「聖陵同窓会」と称した組織がある。これには、旧来の生活学園短期大学を含んでいる。

### 大学関係者一覧

#### 大学関係者
- 高橋富雄:2代目学長

## 施設

### キャンパス
- 短大独自のキャンパスは1号館・2号館となっている。それ以外は、大学と共用になっている。

## 対外関係

### 系列校
- 盛岡大学
- 盛岡大学附属高等学校

## 卒業後の進路について

### 就職について
- 幼稚園や保育園への就職者が多い傾向にある。

### 編入学・進学実績
- 系列の盛岡大学ほか岩手県立大学・東北学院大学などがある。

## 附属学校
- かつて、生活学園短期大学附属幼稚園（現在の盛岡大学附属幼稚園）が付設されていた。